# Сона и Лоара
Сона и Лоара (фр. Saône-et-Loire) департман је у источној Француској. Припада региону Бургундија, а главни град департмана (префектура) је Макон. Департман је означен редним бројем 71. Његова површина износи 8.575 км². По подацима из 2010, у департману је живело 555.663 становника, а густина насељености износила је 65 становника по км².
Овај департман административно је подељен на:
- 5 округа
- 57 кантона
- 573 општине.

## Демографија
| 1999.   | 2011.   |
| ------- | ------- |
| 544.893 | 555.999 |